# Cephalops talyshensis
Cephalops talyshensis är en tvåvingeart som beskrevs av Kuznetzov 1990. Cephalops talyshensis ingår i släktet Cephalops och familjen ögonflugor.
Artens utbredningsområde är Azerbajdzjan. Inga underarter finns listade i Catalogue of Life.